# Piracetam
Piracetam ist ein cyclisches Derivat (γ-Lactam) der γ-Aminobuttersäure (GABA) und ein Arzneistoff aus der Gruppe  der Antidementiva, welches auch als Nootropikum zum Einsatz kommt.
Es regt den zellulären Zuckerstoffwechsel und die Sauerstoffverwertung im Gehirn an und wird zur symptomatischen Behandlung chronisch hirnorganisch bedingter Leistungsstörungen (Demenz) eingesetzt.
Durch Piracetam kann es im Rahmen eines therapeutischen Gesamtkonzeptes zu einer Verbesserung der Symptome Gedächtnis-, Konzentrations- und Denkstörung, Antriebs- und Motivationsmangel sowie Ermüdbarkeit bei Demenzkranken kommen. So präsentierten auf einem Symposium der Herstellerfirma UCB Forscher fünf Jahre nach der Markteinführung zahlreiche Studien, die eine "generelle Verbesserung des zerebralen Alterungsprozesses" nahe legten bzw. "eine klinisch relevante Verbesserung der Gedächtnisfunktion" nachweisen sollten. Pflegebedürftige Senioren verbesserten sich demnach bei den Aktivitäten des täglichen Lebens und waren weniger hilfsbedürftig.
Die Arzneimittelkommission der Deutschen Ärzteschaft stellte jedoch im Jahr 2004 fest, dass viele der älteren Studien mit Piracetam methodische Schwächen hätten. Dort wird auch auf eine Literaturanalyse der Cochrane Collaboration verwiesen, wonach Piracetam bei einer Demenz zwar den klinischen Gesamteindruck verbessert, nicht aber die Hirnleistung.
Die Deutsche Gesellschaft für Neurologie listet Piracetam in ihrer 2016 veröffentlichten Leitlinie Demenz unter „andere Wirkstoffe“. Sie nennt die Beweislage bei der Alzheimer-Demenz "unzureichend", und urteilt: „Eine Behandlung wird nicht empfohlen.“
Piracetam wird gelegentlich auch zur systemischen Behandlung bei Hörsturz zur Förderung der Durchblutung verschrieben. Seltener auch als unterstützende Therapie bei der Leserechtschreibschwäche. 
Ähnlich den chemisch verwandten Piracetam-Analoga, wie Aniracetam, Oxiracetam oder Pramiracetam, findet der Wirkstoff auch in der Nootropicszene häufige Verwendung, zumal er vergleichsweise kostengünstig ist. In einigen Ländern (wie Tschechien), steht der Wirkstoff rezeptfrei zur Verfügung. 

## Herstellung
Die Synthese geht von 2-Pyrrolidon aus, welches nach einer Deprotonierung mittels Natriumhydrid mit Chloressigsäureethylester umgesetzt wird. Im Folgeschritt erhält man die Zielverbindung durch Umwandlung des Esters zum Amid mittels Ammoniak. Eine einstufige Synthese ist durch die Verwendung von Chloracetamid möglich.

## Nebenwirkungen
Während der Einnahme bzw. Anwendung von Piracetam können unter anderem folgende Nebenwirkungen gelegentlich auftreten:

Erregtheit, Antriebssteigerung, Nervosität, Unruhe, Reizbarkeit, Aggressivität, Zittern, Depressionen, Angststörungen, Schlaflosigkeit, Müdigkeit und Schläfrigkeit, Übelkeit, Brechreiz, Bauchschmerzen, Durchfall, Gewichtszunahme.
Eher seltene Nebenwirkungen sind unter anderem:

Schwindel, Schwäche, Blutdrucksenkung, Blutdrucksteigerung, gesteigerte Lust (Libido).
Sehr seltene und daher vereinzelt auftretende Nebenwirkungen können folgende sein:

Kopfschmerzen, Bewegungsstörungen, Gleichgewichtsstörungen, Verwirrtheitszustände, Wahnvorstellungen, allergische Reaktionen wie anaphylaktischer Schock, Nesselsucht, Hautrötungen, Hitzegefühl, Juckreiz, Schweißausbrüche.

## Handelsnamen
Monopräparate
Cerebryl (A), Cerepar (D), Nootrop (D), Nootropil (A, CH), Normabrain (D), Pirabene (A), diverse Generika (D)